# Sarabit al-Khadim

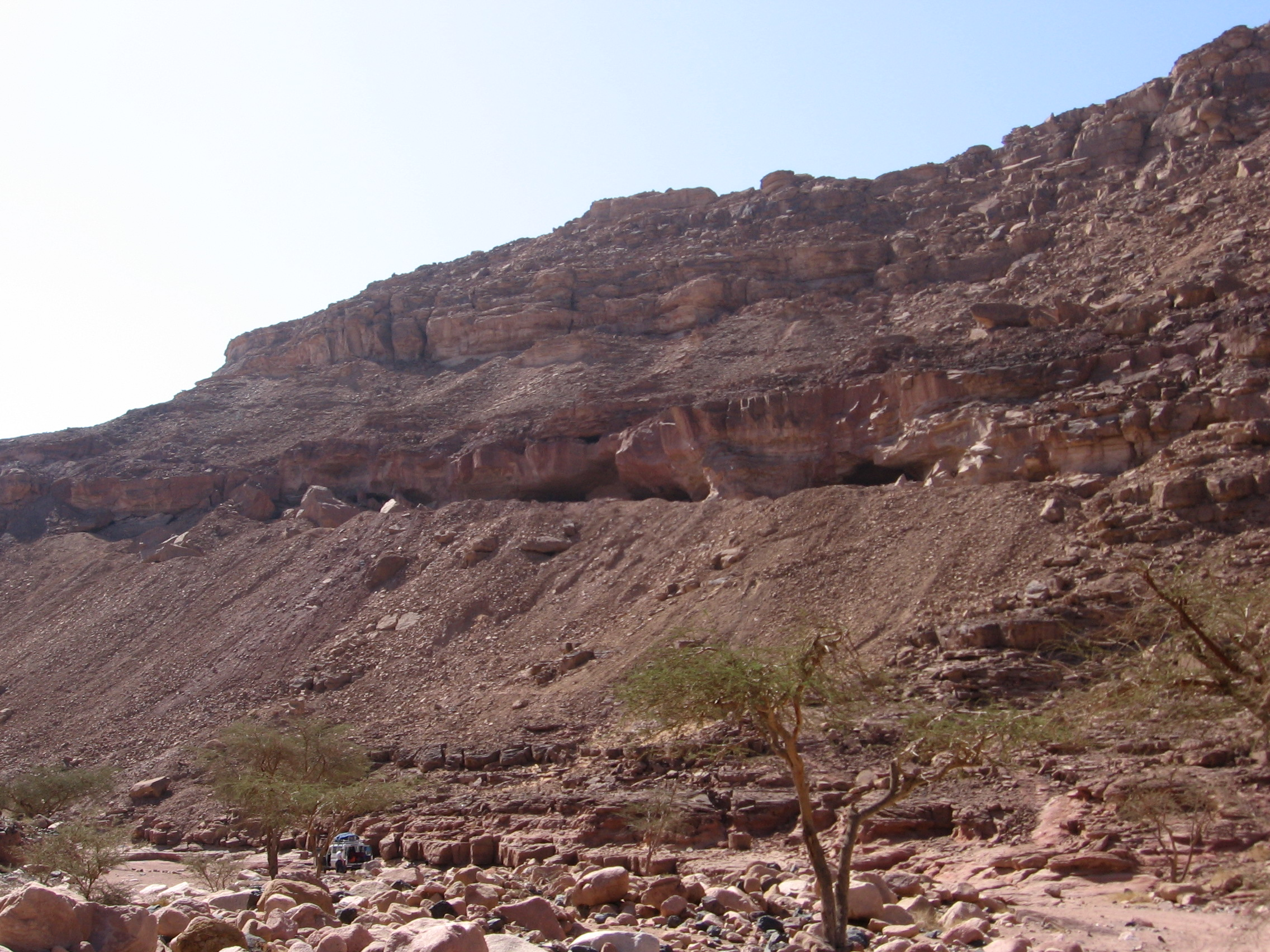
Serabit el-Khadim

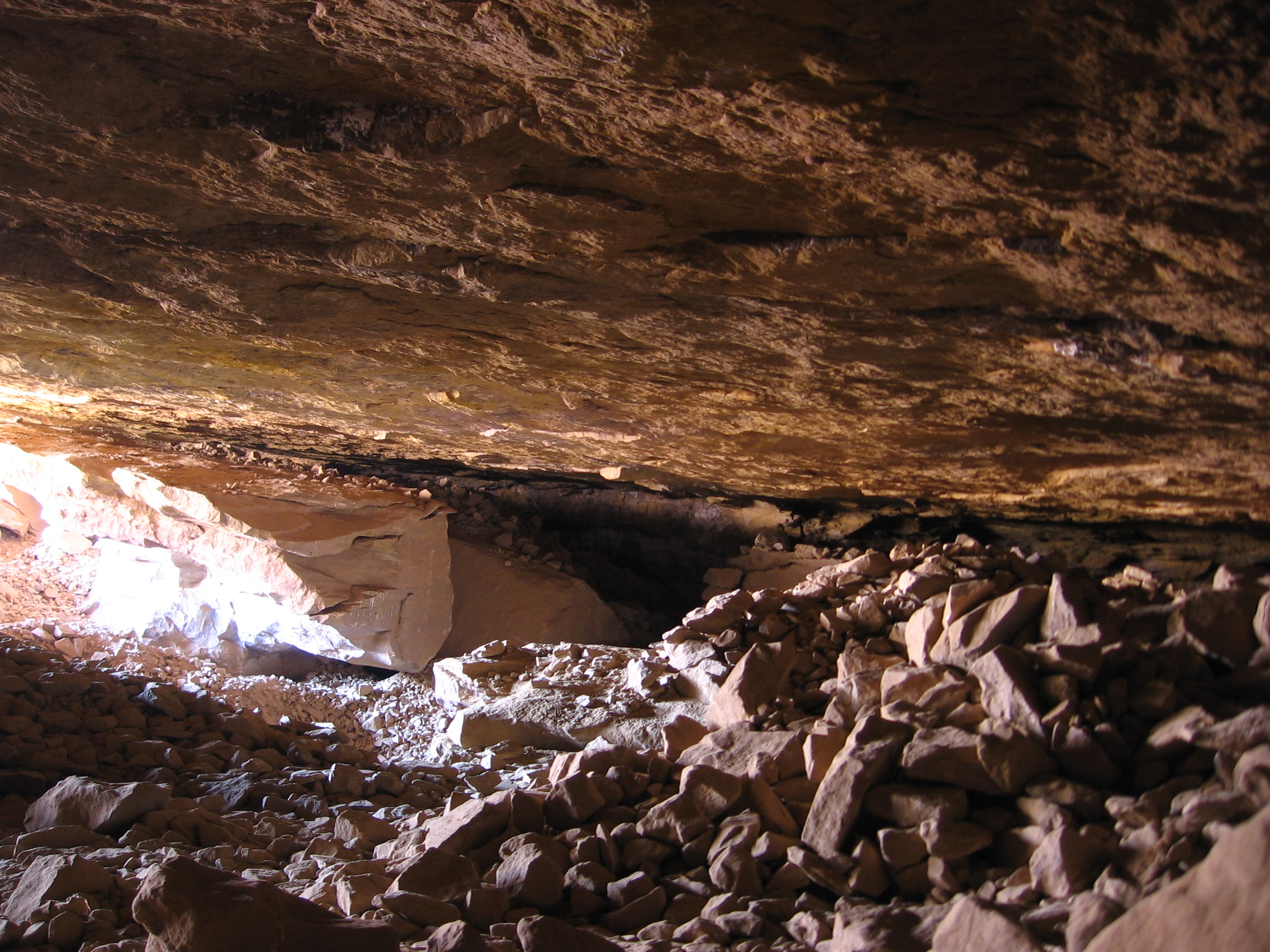
Inne i gruvan

Sarabit al-Khadim är en av faraonernas gamla turkosgruvor. Den var i bruk ända in på 1980-talet då den lades ner för att den inte gav vinst. Bredvid finns ett tempel för Hathor.